# Avortement en Russie

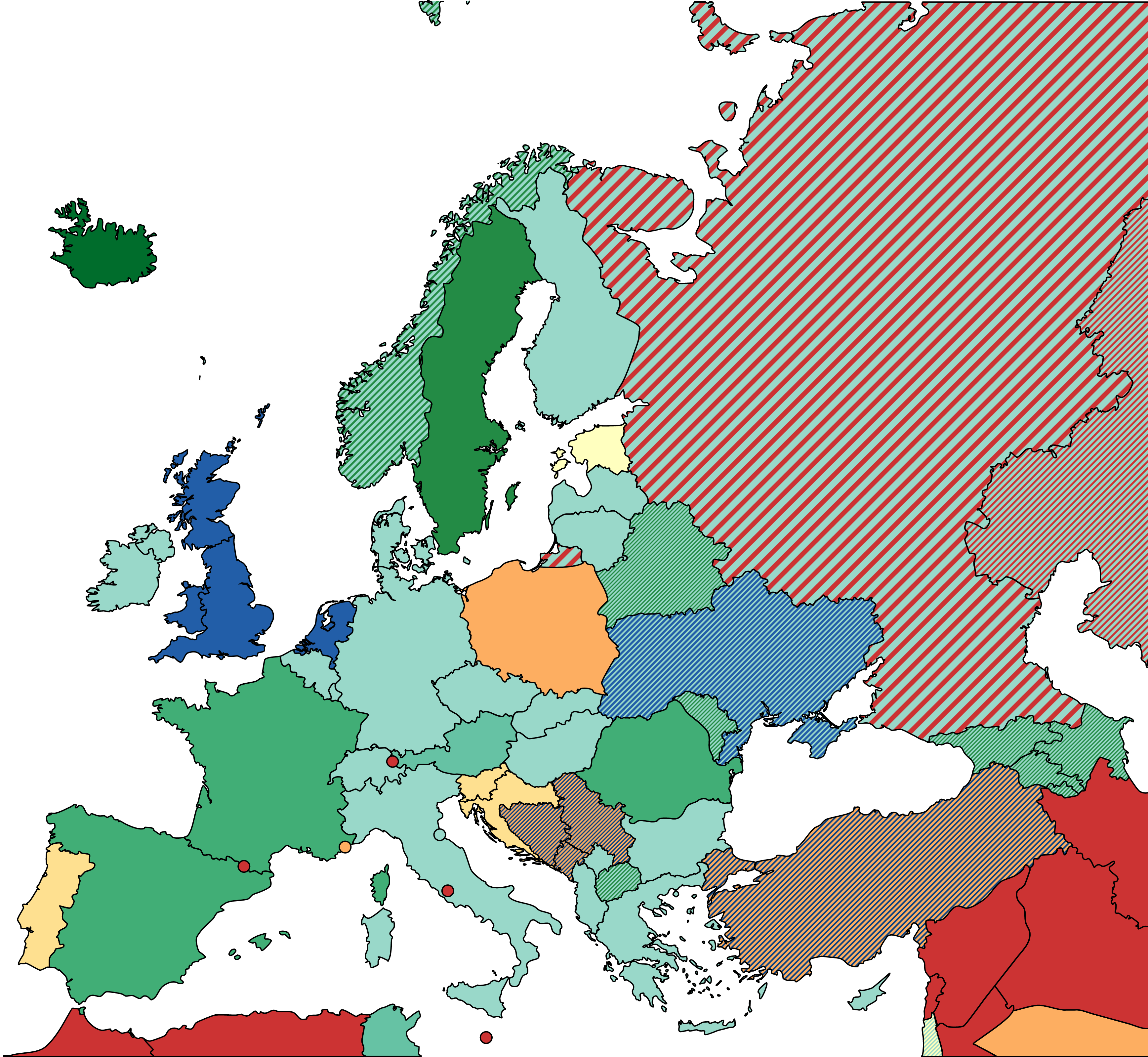
Carte du droit à l'avortement sur demande en Europe, selon l'information disponible en 2022.
Complètement illégal
Seulement en cas de viol, inceste ou de rique pour la santé de la mère
Légal sur simple demande avant:
10 semaines
11 semaines
12 semaines
13 semaines (3 mois)
14 semaines
18 semaines (4 mois)
20 semaines
24 semaines (5½ mois)
12–28 semaines
12 semaines (ou plus avec autorisation)
10 semaines (ou plus avec autorisation)
12 semaines (procedure sélective)
doit être approuvé par un comité

L'avortement est autorisé par la loi en Russie et pris en charge sur fonds publics :
- sur demande de la femme, jusqu'à la 12e semaine de grossesse ;
- de la 12e à la 22e semaine de grossesse en cas de viol ;
- pendant toute la durée de la grossesse sur indication médicale[1].

La RSFSR a été le premier État au monde à légaliser l'interruption de grossesse, en 1920. De 1936 à 1955, l'avortement a été interdit en URSS, sauf pour des raisons médicales, ce qui a provoqué de nombreux avortements clandestins,.
Depuis 1990, le nombre des avortements a diminué de façon continue, et s'est rapproché de niveaux constatés en Europe occidentale. L'avortement  cède la place comme méthode de régulation des naissances à l'utilisation des méthodes contraceptives modernes, surtout chez les jeunes. La tendance à la baisse du nombre d'avortements coïncide avec une hausse du taux de natalité, mais les chercheurs considèrent qu'il n'y a pas de lien direct entre le niveau de la fécondité et le nombre d'avortements.
Un débat oppose les mouvements hostiles à l'avortement, et ceux qui protègent ce droit. Au vu de sondages, une large majorité de la population est contre une interdiction et considère qu'il doit rester à la charge de l'assurance maladie obligatoire.

## Législation en vigueur
L'avortement est inclus dans la liste des soins médicaux pris en charge par l'assurance maladie obligatoire.
- Jusqu'à la 12e semaine de grossesse incluse, la demande de la femme est la seule condition de l'avortement. De la 4e à la 7e et dans les 11e et 12e semaines de la grossesse, l'avortement est effectué au plus tôt 48 heures après que la femme s'est adressée à un établissement de santé. De la 8e à la 10e semaine de grossesse, il effectué au plus tôt 7 jours après cette date[1].
- Il peut être procédé un avortement de 12e à la 22e semaine de grossesse en cas de nécessité sociale, cette notion étant actuellement réduite par la réglementation au seul cas où la grossesse résulte d'un viol[1],[7].
- Sur indication médicale, l'avortement peut être effectué à n'importe quel stade de la grossesse[1].

Les médecins ont le droit de refuser de procéder à un avortement en raison de convictions personnelles, sauf si l'avortement est nécessaire pour des raisons médicales ou si le remplacement du médecin est impossible.
Si une femme adulte a été reconnue incapable juridiquement, son avortement peut être décidé par le juge, sur saisine de son représentant légal.
Le fait d'avoir procédé à un avortement en dehors de ce cadre juridique est depuis 2013 considéré comme une infraction administrative punie d'amende.

## Pratique
L'avortement en Russie est effectué dans les établissements de santé publics ou privés.
Les trois principales méthodes pratiquées sont, : 
- la voie chirurgicale, par dilatation et curetage, après anesthésie. C'est la méthode la plus utilisée dans les établissements publics ;
- les mini-avortements, par aspiration ;
- la voie médicamenteuse (pilules abortives), la plus utilisée dans les établissements privés[11].

Dans les hôpitaux publics, la méthode chirurgicale est en général gratuite, mais la femme doit payer pour l'anesthésiant. Les mini-avortements et les pilules abortives sont payantes. Dans les établissements privés, le coût des actes est à la charge de la femme.

## Historique

### Russie tsariste
L’avortement était interdit en Russie sous le régime tsariste. La peine capitale a été supprimée par Pierre le Grand mais il reste puni de la perte des droits civiques, de l’exil et des travaux forcés, rarement prononcés. La position réelle de l’Église orthodoxe est mal connue, mais il semble qu’elle ait montré une plus grande tolérance sur ces questions que l’Église catholique. Malgré leur illégalité, les avortements sont pratiqués, notamment par les sages-femmes (en russe babki, littéralement « vieille femme ») en milieu rural.
Les avortements provoqués augmentent à la fin du XIXe et le début du XXe siècle. L'augmentation est attestée par celle des condamnations, et surtout par les médecins, confrontés aux complications, aussi bien en milieu urbain (en 1914, dans les cliniques de Saint-Pétersbourg jusqu’aux trois quarts des maladies liées à la grossesse sont les complications d’un avortement) que rural,. Les communications se multiplient dans les revues médicales et un débat s’installe dans les sociétés médicales, dont la société Pirogov. Il conclut généralement à la nécessité d’une dépénalisation.

### Révolutions de 1917 et débuts du régime soviétique

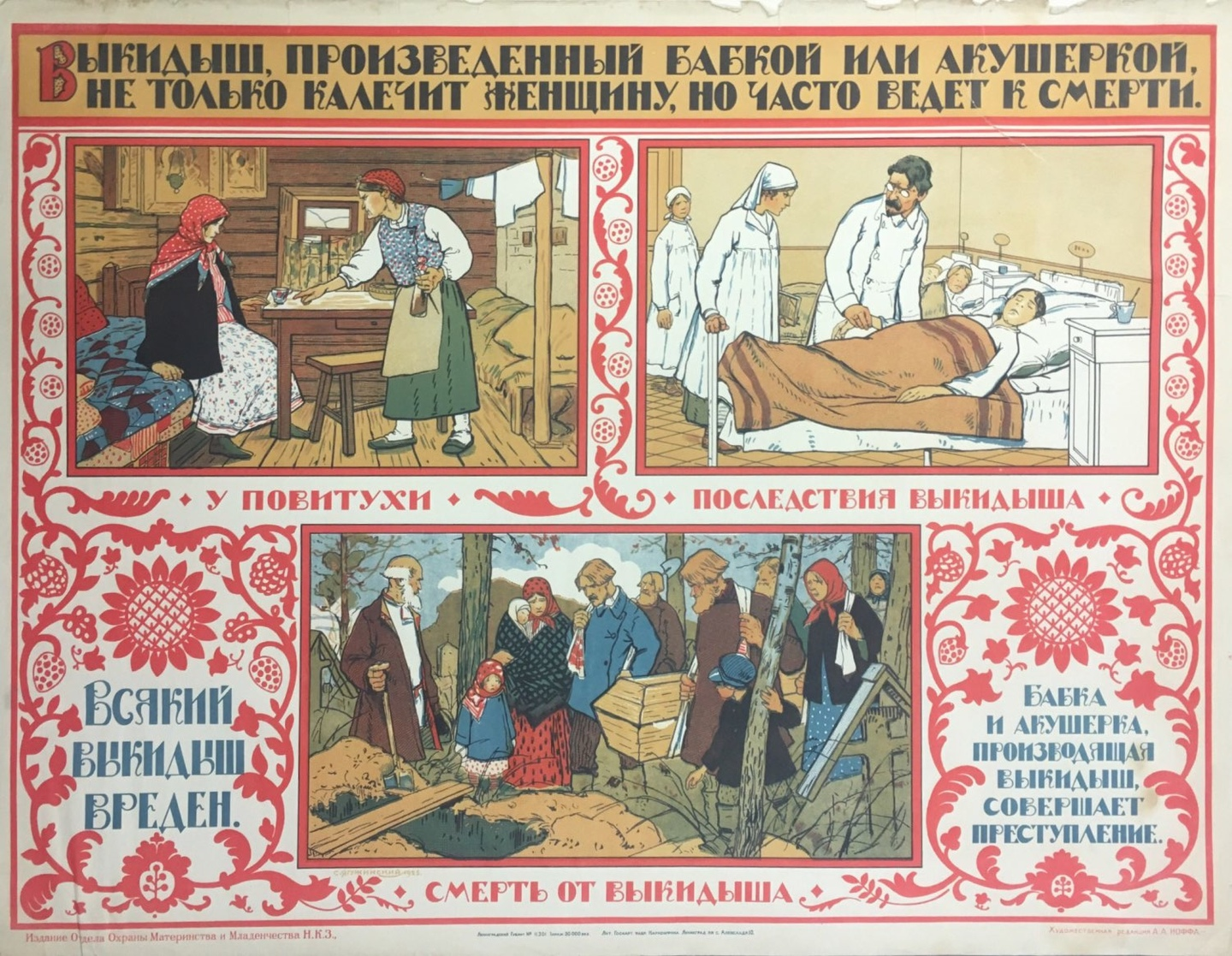
Affiche de 1925 : «Les avortements réalisés par des personnes non qualifiées peuvent mutiler la femme, mais aussi la conduire à la mort».

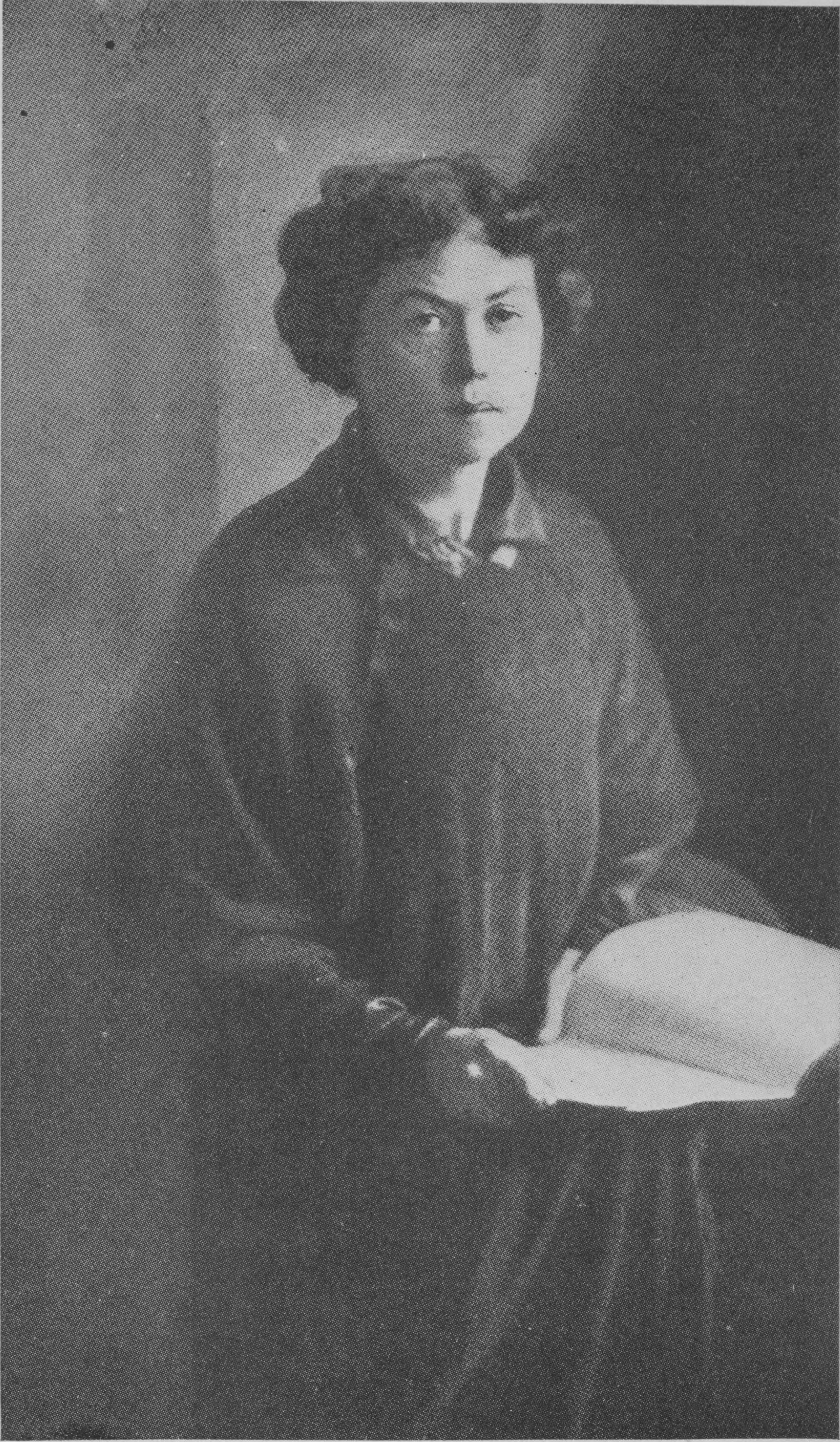
Alexandra Kollontaï, Commissaire du peuple à la santé (novembre 1917 - mars 1918) et responsable à partir de 1920 du Jenotdel.

Les révolutions de 1917 ont pour conséquence une dépénalisation de fait, et la RSFSR est le premier État au monde à autoriser l’avortement en 1920. Le décret de 1920 est tantôt présenté comme faisant partie d’une série de mesures contre l’institution familiale, soutien de l’édifice bourgeois, ou, parfois ex-post, comme une avancée des droits des femmes, inspirée de la vision d’Alexandra Kollontaï. L’exposé des motifs du décret réaffirme cependant que l’État soviétique lutte contre l’avortement, et que ce n’est que parce que la répression est inefficace qu’il est autorisé, pour protéger la santé des femmes. L’objectif de favoriser le travail féminin est également affiché. L’avortement, bien que la demande de la femme suffise, est priorisé autour de certaines situations (mère célibataire, femme dans le besoin…) et ne peut avoir lieu qu’à l’hôpital. Mais en l’absence de moyens de nombreux avortements sont pratiqués dans des conditions désastreuses en dehors d’un milieu médical. 
Des mesures limitatives sont prises par un décret du 13 novembre 1924, renforçant la prise en compte de déterminants sociaux hiérarchisés les uns par rapport aux autres (gratuité aux chômeuses seules, puis aux femmes seules travaillant et ayant déjà un enfant, femmes travaillant dans l’industrie…). Des commissions sont chargées de délivrer des autorisations spéciales, après présentation par la femme de divers documents (certificats de grossesse, de maladie, de revenus et de situation familiale),.

### Période stalinienne
L'avortement est interdit par un décret du 27 juillet 1936. Cette mesure est prise en réaction à l’augmentation apparente du nombre des interruptions de grossesse, maintenant connu grâce au suivi statistique mis en place en 1924. Elle se fonde également sur des préoccupations natalistes (le décret de 1936 comporte un volet et est accompagné d’un développement des moyens d’assistance à la maternité), et traduit une volonté idéologique de réhabiliter la famille en tant que cellule de base de la nouvelle société soviétique, qui s’accentuera au sortir de la seconde guerre mondiale.
L’interdiction débouche sur une reprise de la natalité et une baisse du nombre des avortements, mais cet effet est de courte durée. Leur nombre, qui fait toujours l’objet d’un décompte, correspondant aux avortements pour motifs médicaux et à ceux qui, initiés en dehors d'une institution médicale, sont en fait des avortements clandestins suivis de complications, s’élève à 568 000 en 1937, 723 000 en 1939 et 807 000 en 1940.
La répression empêche les médecins de s’exprimer sur les conséquences sanitaires de cette situation, que l’évolution de la mortalité féminine et des infanticides atteste cependant : en 1940, la mortalité maternelle dans la population urbaine atteint ainsi 329 pour 100 000 naissances et les décès dus à l'avortement représentent 51 % des décès maternels. Au début des années 1950, cette proportion a dépassé 70 %.

### Fin du régime soviétique
Après la mort de Staline, la loi du 23 novembre 1955 autorise à nouveau l’avortement, et conduit à une baisse immédiate de la mortalité maternelle, divisée par 2 et demi entre 1955 et 1961. Le nombre d'avortements continue d'augmenter jusqu'au milieu des années 1960, où il atteint son maximum historique — 5,6 millions par an. Il restera à un niveau élevé dans les années 1970 et 1980, de l’ordre de 4,5 millions.   
Le texte de 1955 insiste de façon inédite sur le projet « d’octroyer à la femme la possibilité de décider la question de la maternité elle-même ». Il autorise l’avortement sur simple demande de la femme jusqu’à 12 semaines (28 semaines pour raisons médicales), et garantit la gratuité sous certaines conditions. Mais l’avortement, qui se pratique en général par la voie chirurgicale, et jusqu’aux années 1960 sans anesthésie, est aussi associé à la douleur physique et à l’humiliation,.
Peu d’études sont disponibles, mais il semble que c’est le plus souvent la troisième grossesse qui est interrompue, rarement la première, repousser dans le temps la naissance du premier enfant n’étant pas avantageux, l’espacement des naissances ensuite nécessaire.
À la fin du régime soviétique, l'avortement est le principal sinon le seul moyen de réguler la fécondité, avec un nombre élevé des avortements par femme, entre trois et quatre en moyenne,.

### Depuis la pérestroïka

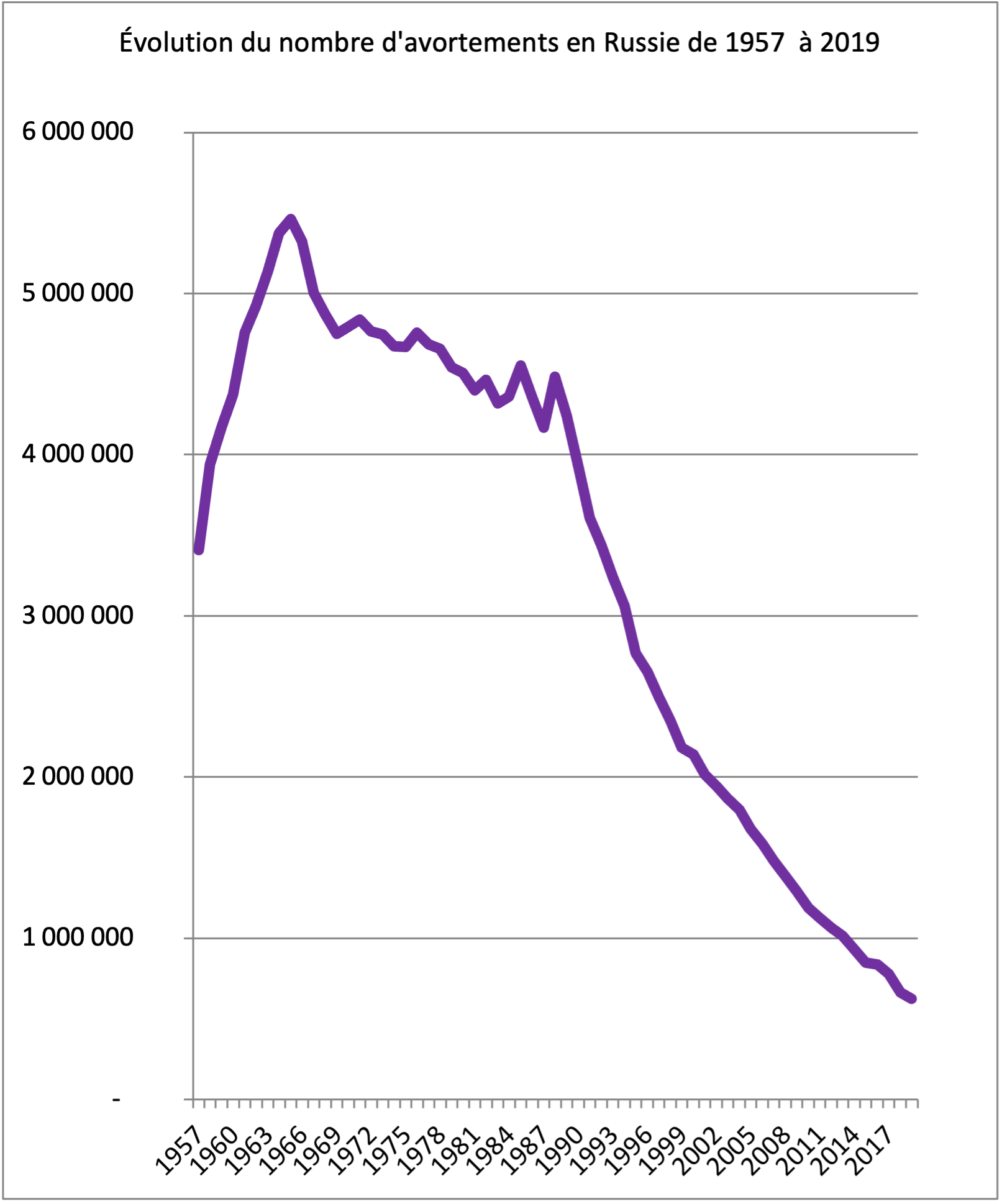
Évolution du nombre d'avortements en Russie de 1957 à 2019

Avec la Perestroïka, la Russie entre dans une période de transformation sociale et d’instabilité qui s’accompagne également de profondes modifications du recours à l’avortement.
Les modifications juridiques vont tantôt dans le sens d’un durcissement de la réglementation, tantôt de l’introduction de dispositions en vigueur dans les pays occidentaux dotés d’une législation libérale :  
- les mini-avortements, méthode connue ailleurs dans le monde sous le nom de méthode de Karman, font l’objet d’une directive du ministère de la santé en 1987[19], et sont légalisés en 1988[3];
- la gratuité et les trois jours de congé dont bénéficie la femme sont successivement supprimés puis rétablis[3] ;
- la liste des indications sociales, sur la base desquelles l’avortement était autorisé de la 13e semaine à la 22e semaine de grossesse, est réduite par étapes, en 1996, 2003[21] et en 2012[22], jusqu’à ne plus comporter que le viol. Y figuraient avant des situations comme la privation ou la restriction des droits parentaux, l’emprisonnement de la femme, le handicap du père ou sa mort pendant la grossesse[23], ou encore le célibat ou la pauvreté[24] ;
- sont introduits, dans le dispositif adopté en 2011, des délais de réflexion avant la réalisation de l’avortement[1] ;
- la publicité pour l’avortement est encadrée en 2009[25], puis interdite en 2013[26].

Ces changements réglementaires sont mineurs par rapport à l'ampleur des évolutions constatées. Le nombre des avortements baisse fortement et atteint 848 000 en 2015. Il était supérieur à 4 millions en 1990, et est passé en dessous du million entre 2013 (1 012 000) et 2014 (930 000). Cette baisse laisse penser que la Russie passerait d'un modèle de l'avortement à celui de la planification familiale. Comme le montre l'indicateur du nombre d'avortements rapporté au nombre des naissances, en vingt ans la Russie se rapproche nettement, comme d'autres pays d'Europe de l'Est, mais avec certain retard, des niveaux constatés en Europe occidentale :
Évolution entre 1990 et 2015 du nombre d’avortements pour 1000 naissances
en Russie et dans d'autres pays d'Europe et d'Asie centrale

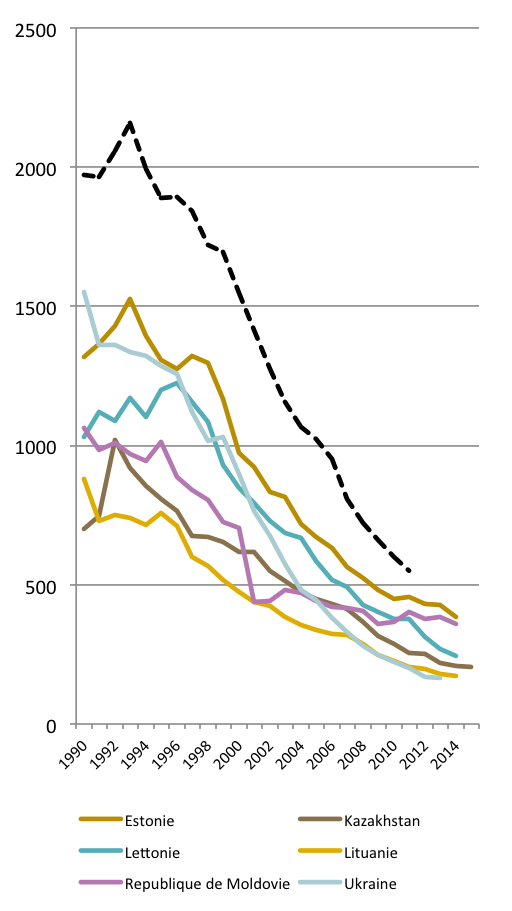
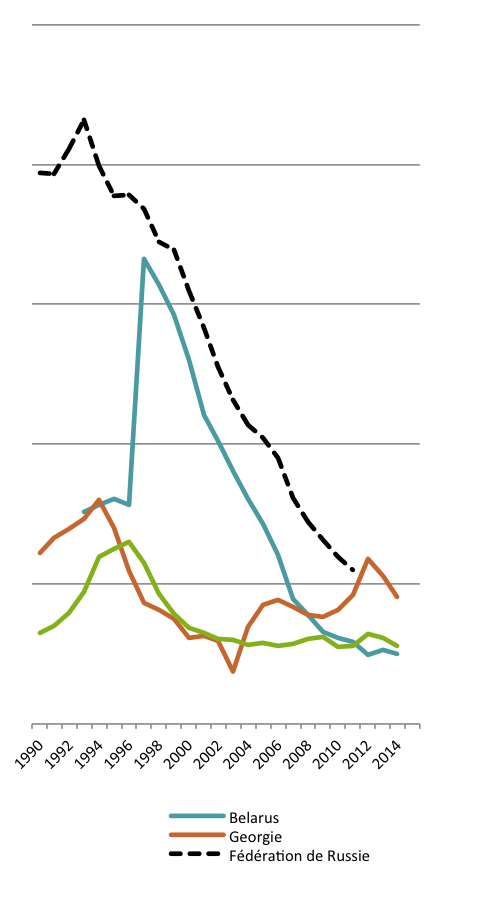
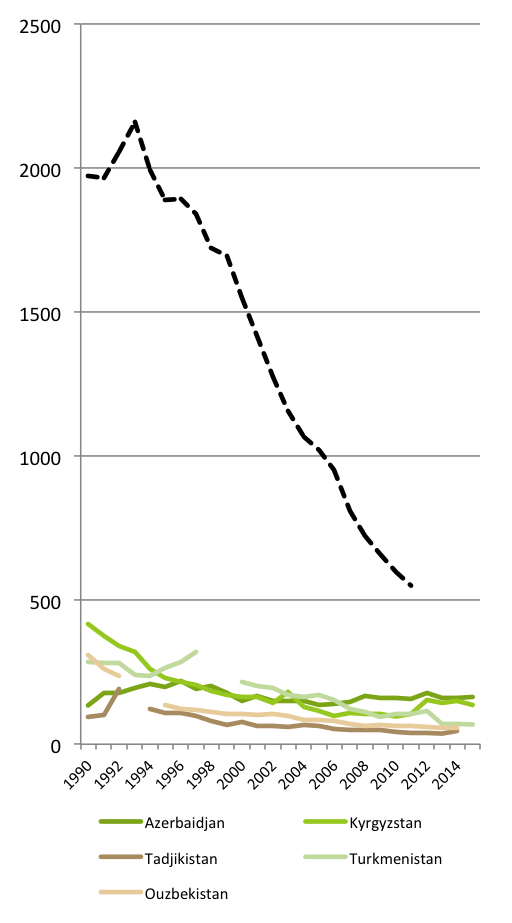
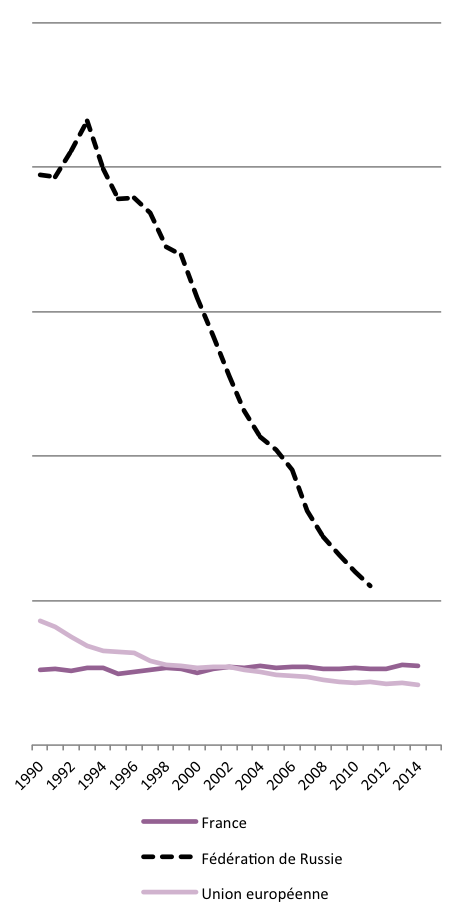

Source OMS Europe - Tirets noirs : fédération de Russie

## Statistiques

### Sources
La série statistique du nombre des avortements est publiée par le service fédéral des statistiques (Rosstat), sur la base des données du ministère fédéral de la santé. Ces données proviennent de l'ensemble des établissements de santé, publics ou privés.
Elle ne se limite pas aux interruptions volontaires et aux interruptions médicales de grossesses, mais inclut l'ensemble des avortements, y compris les avortements spontanés. Ce biais, d'au moins 10 %, a pour effet de surestimer le chiffre russe dans les comparaisons internationales.
Un deuxième biais, lié à une sous-estimation des avortements réalisés dans les établissements privés, est évoqué dans des déclarations publiques, mais paraît limité. La série statistique est en effet cohérente avec d’autres sources, notamment une enquête d’ampleur sur la santé reproductive des femmes réalisée en 2011,.

### Principales statistiques
Le nombre des avortements s'est élevé à 848 000 en 2015, en recul de 8,2 % par rapport à 2014.
En 2014, selon les données publiées dans le rapport annuel sur la santé publique en Russie et l'annuaire démographique de Russie, : 
- 930 000 avortements ;

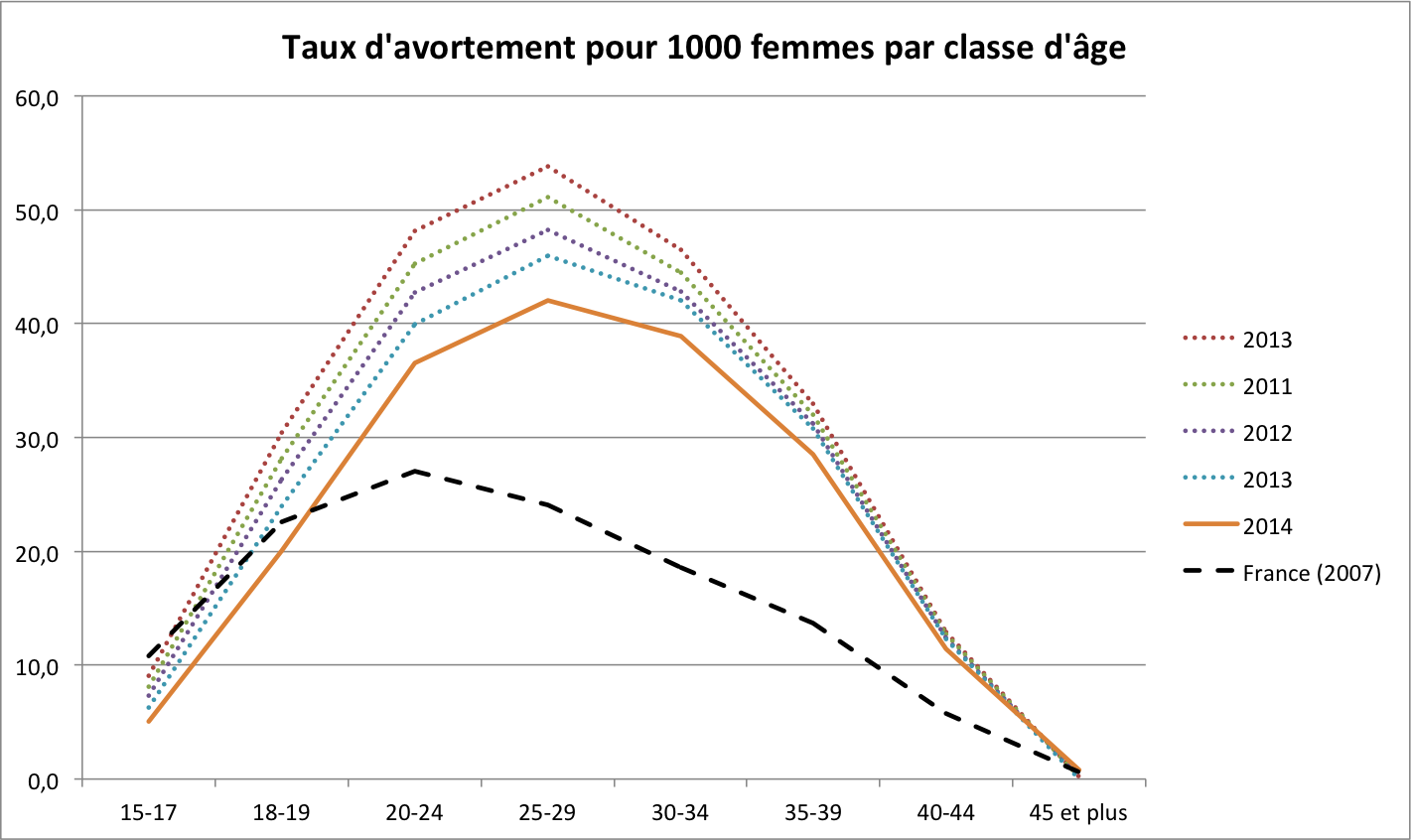
Taux d'avortement par classe d'âge en Russie

- un taux d'avortement pour 1000 femmes âgées de 15 à 49 ans de 25,9 ;
- un taux d'avortement pour 100 naissances de 48,1 ;
- 259 400 mini-avortements par aspiration (27,8 % du total) ;
- 78 000 avortements lors d'une première grossesse (8,3 % du total).

Sur les 848 000 avortements survenus en 2015, 3,7 % concernent des jeunes filles et des femmes de 15 à 19 ans et 17 % des femmes de 20 à 24 ans. Les parts des quintiles plus âgés (25-29 ans : 28,4 % ; 30 – 34 ans : 25,8 % ; 35-39 ans : 17,9 %) sont plus élevées, et celle du quintile 40-44 ans est encore de 6,7 %. Cette surreprésentation des femmes plus âgées différencie la Russie d'autres pays d’Europe. Elle se retrouve également dans les taux d’avortements par classe d’âge{,}.
Le premier motif d'avortement, dans la classification du ministère de la santé, était en 2012 la demande de la femme, effectuée dans le cadre légal (68,9 %). Viennent ensuite les avortements spontanés ou fausses couches (28,8 %), les indications médicales (2,63 %), les avortements criminels (0,03 %) et le viol (0,01 %). La part des motifs non spécifiés est de 4,56 %).
Selon des données de 2012, issues du ministère de la santé, et portant sur les établissements publics, 32,6 % des avortements effectués à la demande de la femme dans les 12 premières semaines de la grossesse l'ont été par une méthode non chirurgicale, dont 8 % par la voie médicamenteuse. Dans les établissements privés, la part des mini-avortements par aspiration aurait été de 70 % en 2009.

### Données régionales
Le taux d'avortement varie significativement entre les différentes régions russes. En 2009, les taux les plus élevés étaient constatés dans l'oblast de Magadan, la république de l'Altaï et l'oblast de Novossibirsk, les taux les plus faibles dans les républiques d'Ingouchie et du Daghestan, et la ville de Moscou. Les différences qui opposent le sud de la Russie et les villes de Moscou et de Saint-Pétersbourg, au nord et à l'est de la Russie ont une dimension culturelle, mais aussi démographique, liée notamment à la pyramide des âges des femmes, et économique.
Elle se sont accrues entre 1992 et 2009, et sont toujours marquées en 2014.

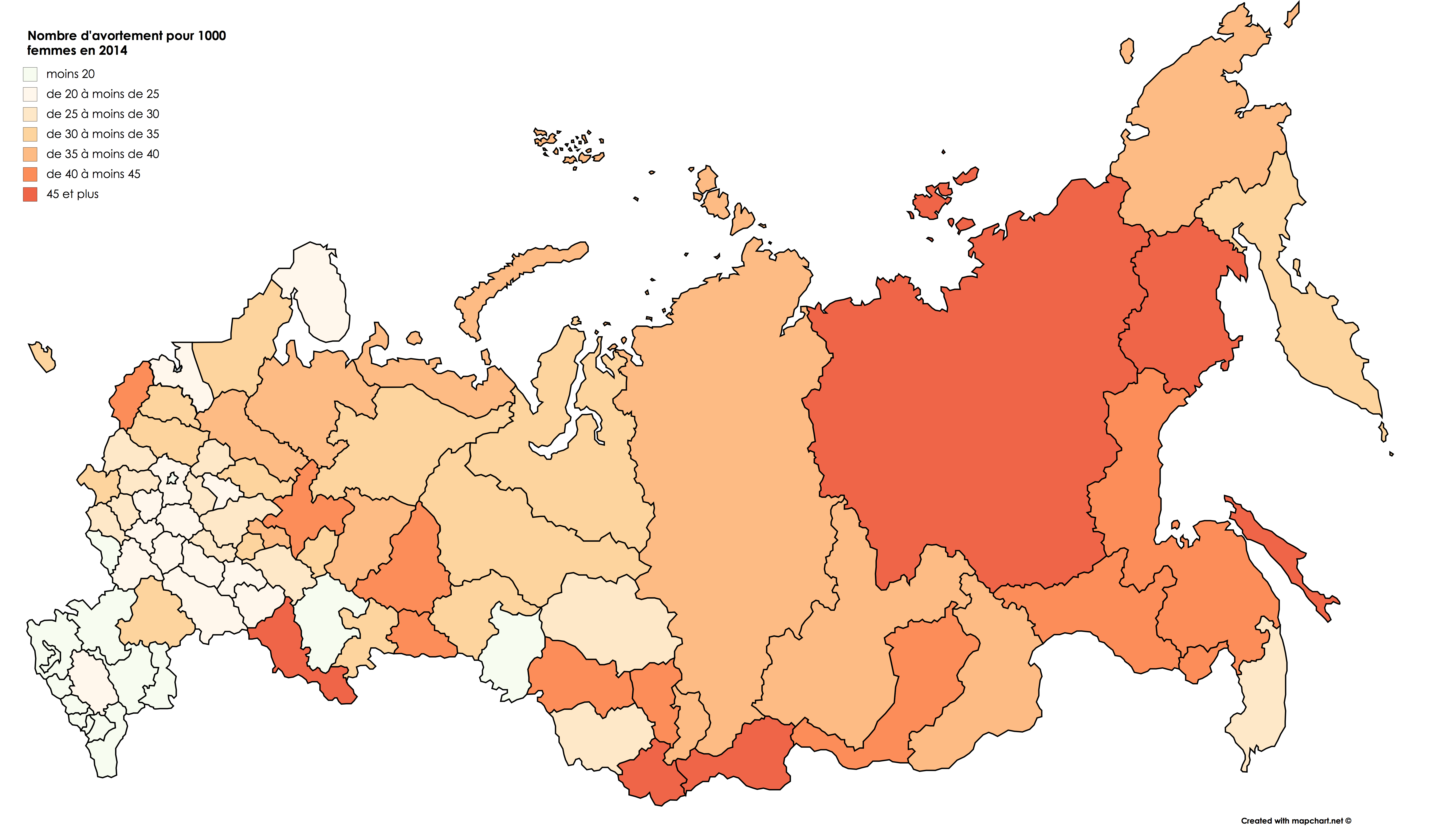
Nombre d'avortements pour 1000 femmes en 2014.
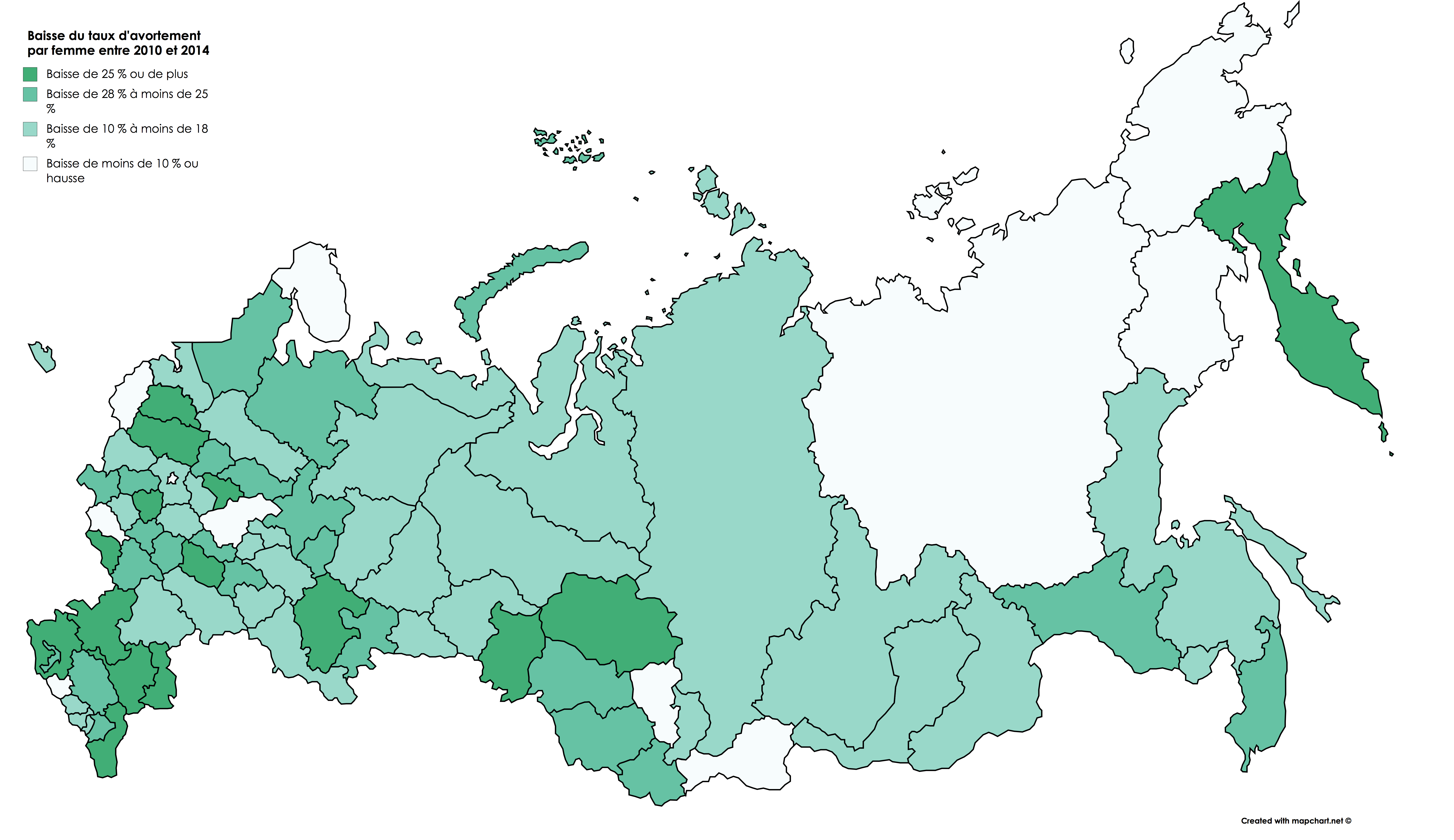
Évolution du taux d'avortement entre 2010 et 2014.
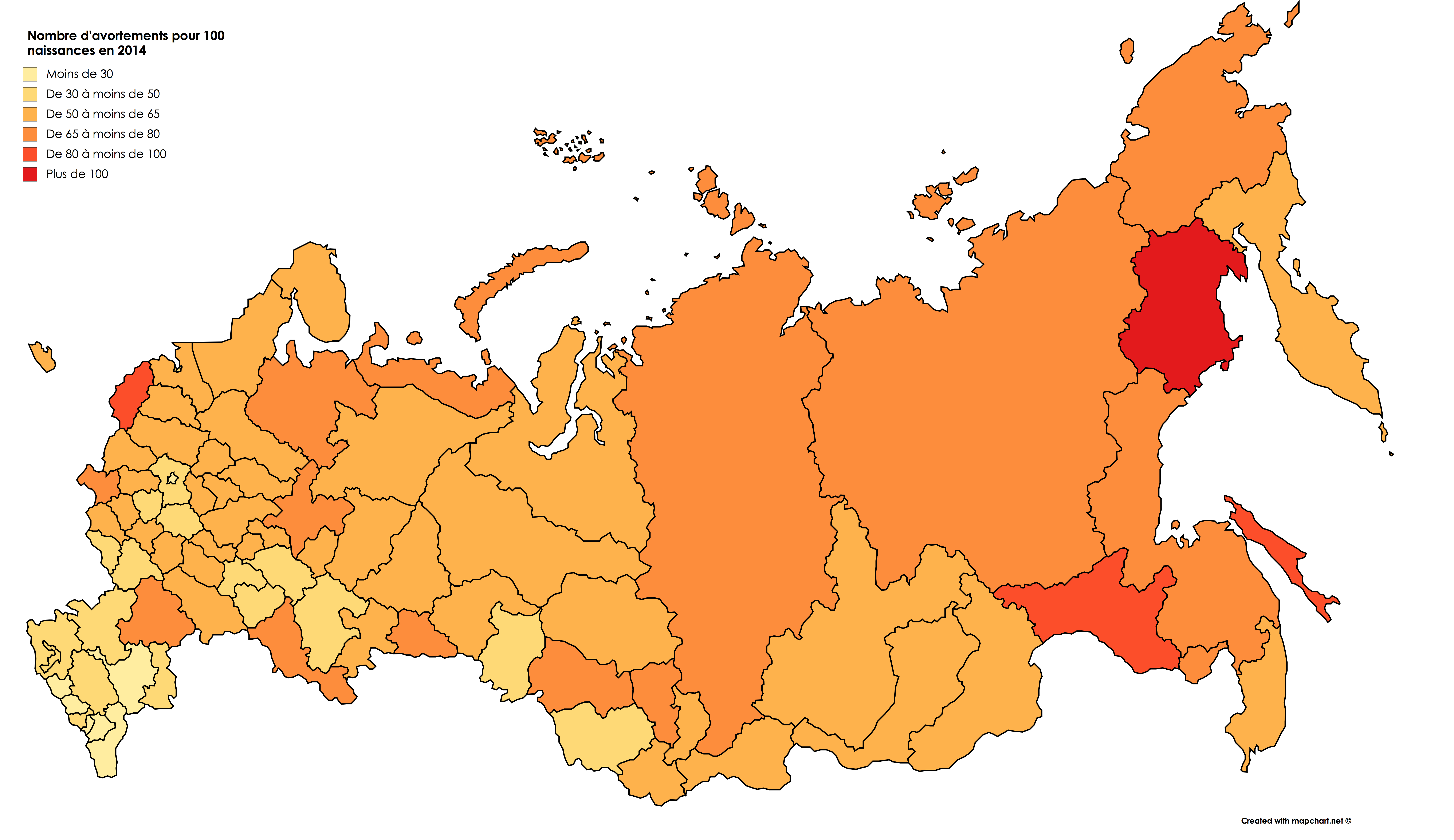
Nombre d'avortements pour 100 naissances en 2014.

Apprécié au niveau des districts fédéraux, le nombre d'avortements par femme de 15 à 49 ans varie en 2014 entre 13,7 pour le Caucase du Nord et 38,4 pour l'Extrême-Orient et 35,6 pour la Sibérie et l'Oural. Il est de 11,3 à Moscou et de 18,3 à Saint-Pétersbourg, la moyenne fédérale étant en 2014 de 25,9.
Au niveau régional, c'est toujours dans l'oblast de Magadan que les taux sont les plus élevés (50,5 avortements par femme et 105 avortements pour 100 naissances), Des situations comparables se retrouvent dans l'est de la Russie et le sud de la Sibérie, mais aussi à l'ouest, dans l'oblast de Pskov (82,6 avortements par femme et 86 avortements pour 100 naissances).

## Débats et controverses

### Avortement et natalité
Le lien entre avortement et natalité est un point de débat en Russie depuis le début du XXe siècle. En contrepoint des approches malthusianistes et des préoccupations sanitaires, l’argument nataliste émerge dans les années 1920 et s’exprime sans possibilité de contradiction dans la période stalinienne. La prise de conscience de la gravité de la crise démographique des années 1990, le relance, et la politique démographique russe intègre, dans une approche combinant des mesures générales d’amélioration de la santé et de la prévention sanitaire, de réduction de la mortalité, notamment maternelle et périnatale, et d’augmentation de la natalité, une orientation de réduction du nombre des avortements.
De fait, la baisse en cours du nombre d'avortements en Russie s'inscrit dans un contexte d'augmentation progressive du taux de natalité, et l'écart entre ces deux indicateurs croit. Les démographes soulignent cependant que le nombre des avortements provoqués n'a pas de lien direct avec le taux de natalité, et mettent en avant les périodes de l’histoire russe où les taux d'avortement et de natalité ont diminué en parallèle, ou les comparaisons internationales, par exemple avec la Pologne, qui montrent une évolution plus favorable des taux de natalité en Russie malgré le maintien d'une législation libérale.

### Avortement et contraception

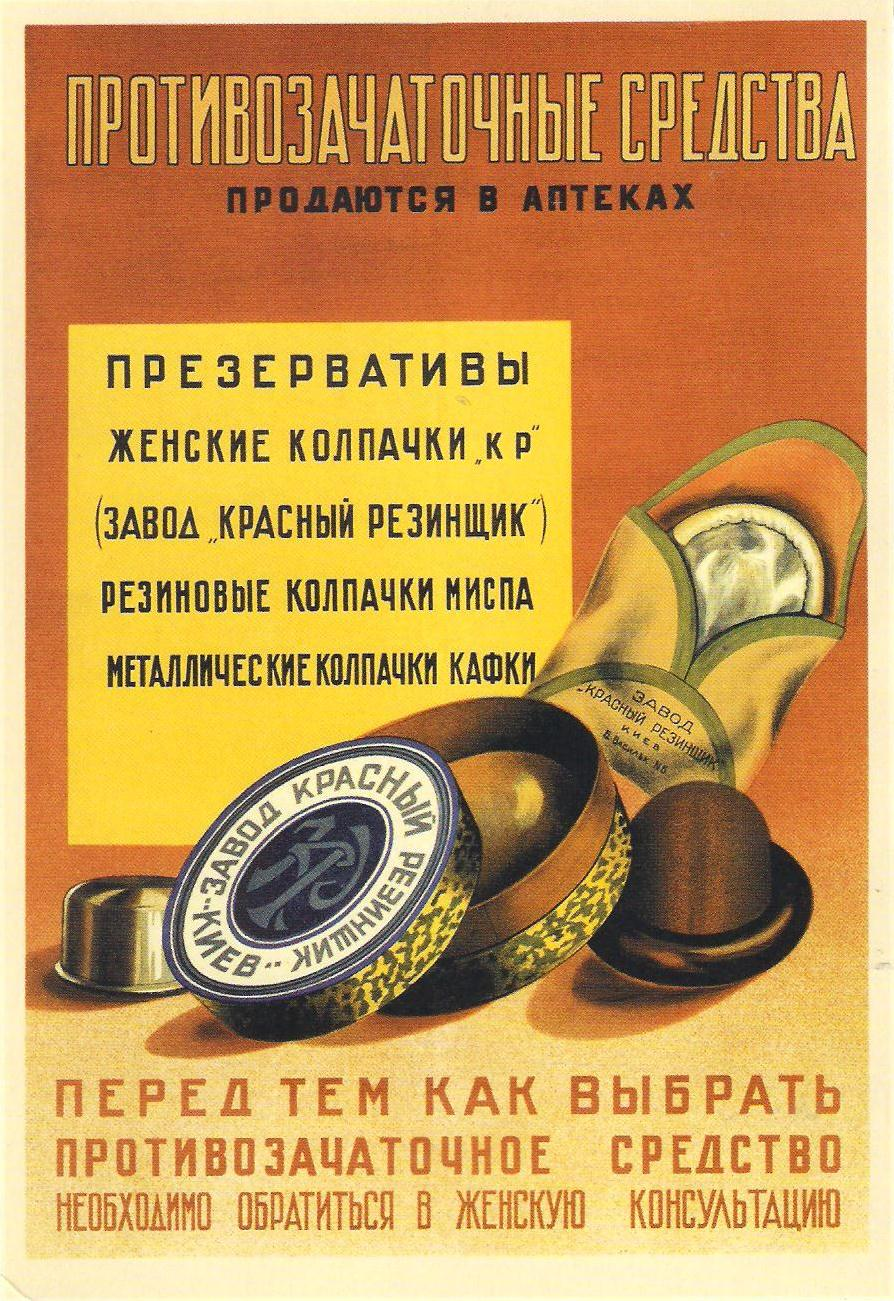
Affiche soviétique de 1938 : Les moyens anticonceptionnels (des diaphragmes) se vendent en pharmacie.

La question de la promotion de la contraception, comme alternative à l'avortement, est en revanche peu présente dans le débat public. Dans les années 1920, la forte croissance du nombre des avortements éveille un intérêt pour la contraception, mais ce n’est qu’à partir des années 1970, et surtout du début des années 1980, que le ministère de la santé s’oriente prudemment vers une politique de diffusion du stérilet, tout en se montrant très réservé à l’égard des effets secondaires de la contraception hormonale.
Une rupture intervient en 1994, avec l'approbation du volet « Planification familiale » du programme fédéral « Enfants en Russie ». L'enclenchement de la baisse du nombre des avortements lui a été imputé. Il est en revanche la cible des mouvements traditionalistes, l'analyse d'une « guerre démographique contre la Russie » étant faite,.
Le programme est reconduit jusqu’en 2010, puis abandonné au niveau fédéral, ceci mettant fin aux initiatives portées à ce niveau. Le fait que la contraception est la cause de la baisse du taux de natalité reste contestable, et l'utilisation des méthodes contraceptives modernes, surtout chez les jeunes, est de fait la principale cause de recul des avortements en Russie.

### Part des avortements par la voie médicamenteuse
La structure des avortements en Russie est caractérise par une part importante de ceux par voie chirurgicale, et un recours limité à la voie médicamenteuse. Outre les rigidités du système de soin, cette situation est imputée au fait que les pilules abortives ne sont pas prises en charge par l'assurance maladie obligatoire, alors que la voie médicamenteuse présente généralement moins de risques pour la femme, et est d'un coût légèrement inférieur à la voie chirurgicale. La voie chirurgicale est reconnue comme obsolète par l'Organisation Mondiale de la Santé. Le développement de la voie médicamenteuse est préconisé par les experts.

### Avortements clandestins

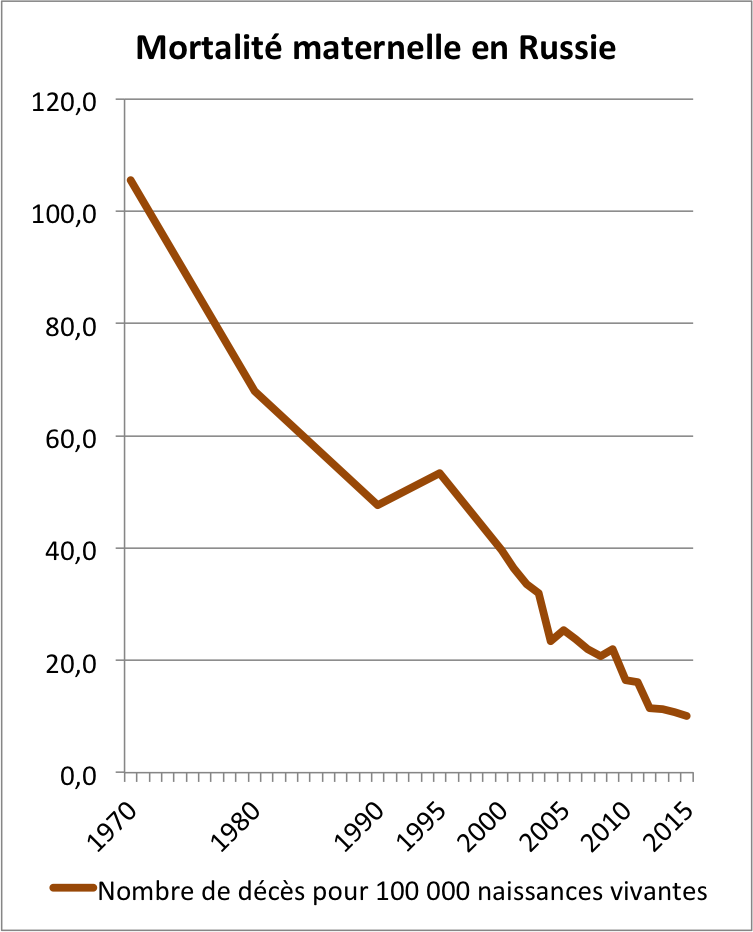
Évolution de la mortalité maternelle en Russie, de 1970 à 2015

La députée Elena Mizoulina a déclaré en 2011 qu'il y avait entre 5 et 12 millions d'avortements clandestins en Russie, sans donner de sources. Le chiffre n'est pas cohérent avec la poursuite de la baisse de la mortalité maternelle en Russie, indicateur qui comprend les décès à la suite d'un avortement provoqué. Cet indicateur a atteint 10,1 pour 100 000 en 2015, son niveau le plus bas dans l'histoire russe.

### Remise en cause de la gratuité et du droit à l'avortement
L'église orthodoxe a pris une position hostile à l'avortement en 2011, dans le cadre de propositions pour une politique nationale de famille et de l'enfance. En 2013, des députés de Samara ont présenté un projet de loi qui vise à supprimer la gratuité. Ce projet de loi n'a pas été examiné.
Le débat a été rouvert en 2016 par des mouvements traditionalistes, qui ont recueilli 400 000 signatures à une pétition hostile au droit à l'avortement et à sa prise en charge par l'assurance santé, dont celle du patriarche de l'église orthodoxe Cyrille, et du grand mufti de Russie, Talgat Tadjouddine.
Les positions prises dans le débat public sont partagées. Le ministère fédéral de la santé, dans un communiqué publié en septembre 2016 sur son site internet, a rappelé que les restrictions à l’avortement qui avaient été introduites sous Staline avaient conduit à une augmentation des avortements illégaux et de la mortalité maternelle, qui avait dépassé 320 pour 100 000.
Selon une enquête, réalisée en octobre 2016 par le Centre russe d'étude de l'opinion publique (VTsIOM), 72 % des répondants estiment qu’il ne faut pas interdire l’avortement en Russie. 18 % se prononcent pour une telle interdiction, soit autant qu’en 2015. Les 10 % restants ne se prononcent pas. En outre, les répondants sont très majoritairement hostiles au retrait de l’avortement des actes médicaux pris en charge par l’assurance maladie. 70 % des sondés y sont défavorables, ce chiffre étant en accroissement par rapport à 2015. 21 % y sont favorables. La proportion des sondés considérant que la décision d’avorter appartient à la femme, quelles que soient les circonstances, est de 28 %, en recul par rapport à 2015. La grande majorité des sondés (90 %) estime que l’avortement peut être pratiqué dans des situations précises (viol, grossesse chez une mineure...), dont 60 %  en cas de danger pour la vie de la femme ou sa santé et pour d’autres raisons médicales. Seuls 4 % des sondés considèrent qu’il n’y a pas de circonstance où l’avortement soit acceptable. Dans le cas d’une interdiction de l’avortement, les répondants prédisent «une forte augmentation de la pratique des opérations clandestines », pour 31 % des répondants, et l’accroissement du nombre des abandons, pour 13 % des sondés. Les hommes et les jeunes sont généralement plus favorables aux propositions de restreindre le droit à l’avortement que les femmes et les personnes âgées.
En août 2023, la république de Mordovie adopte une loi pénalisant de 10 000 roubles l'incitation à l'avortement. Bien qu'en 2021 le nombre d'IVG continue à baisser en Russie, le débat pour restreindre ce droit est orienté par la baisse de la natalité et la volonté de restaurer des valeurs conservatrices, mais l'IVG est un acquis auquel la population reste très attaché.

### Lire en ligne (en français)
- Hélène Yvert-Jalu, « L'avortement en Union Soviétique », Annales de démographie historique - Numéro thématique : Démographie des villes et des campagnes,‎ année 1990  volume 1990  numéro 1, p. 431-437 (lire en ligne).
- Alexandre Avdeev, Alain Blum,   Irina Troitskaja, « Histoire de la statistique de l'avortement en Russie et en URSS jusqu'en 1991 », Population,‎ année 1994  volume 49  numéro 4, p. 903-933 (lire en ligne).
- Tatiana Khristova, L’avortement en Russie : les étapes de la construction du système sexe/genre et la « culture d’avortement » (lire en ligne)
- Mona Claro, « Avortement et norme procréative de la dernière génération soviétique en Russie », Cahiers du Genre,‎ no 60, 4 avril 2016, p. 15–37 (ISSN 1298-6046, lire en ligne).

### Lire en ligne (en russe)
- (ru) Anatoli Vichnevski, Viktoria Sakevitch, Boris Denissov, « Interdiction de l'avortement : rafraichissez votre mémoire (Запрет аборта: освежите вашу память) », Démoscope Weekly,‎ no 707 - 708 28 novembre - 11 décembre 2016, p. 1-22 (lire en ligne)
- (ru) Viktoria Sakevitch, « De l'avortement à la contraception (От аборта к контрацепции) », Demoscope Weekly,‎ № 687 - 688 23 mai - 5 juin 2016, p. 1 - 18 (lire en ligne)
- (ru) Boris Denissov, Viktoria Sakevitch, « Avortements dans la Russie post-soviétique : y a-t-il un fondement pour l'optimisme ? (Аборты в постсоветской России: есть ли основания для оптимизма?) », Демографическое обозрение,‎ 2014. — № 1., p. 144-169. (lire en ligne)